# Italia ai II Giochi paralimpici invernali
L'Italia ha partecipato ai II Giochi paralimpici invernali di Geilo in Norvegia (dal 1° al 7 febbraio 1980) con un atleta concorrente in due eventi di sci alpino, senza vincere alcuna medaglia.
Il trentino Maurizio Cagol, pionere autodidatta dello sci paralimpico azzurro, partecipò alle prove di Slalom gigante maschile 1A (dove giunse al 32º posto) e Slalom speciale maschile 1A (classificandosi al 22º posto).

## Sci alpino
Uomini
| Atleta         | Evento             | Tempo   | Posizione |
| -------------- | ------------------ | ------- | --------- |
| Maurizio Cagol | Slalom gigante 1A  | 3.59,72 | 32°       |
| Maurizio Cagol | Slalom speciale 1A | 2.20,05 | 22°       |